# Filtre de confidentialité
 (février 2012).
Si vous disposez d'ouvrages ou d'articles de référence ou si vous connaissez des sites web de qualité traitant du thème abordé ici, merci de compléter l'article en donnant les références utiles à sa vérifiabilité et en les liant à la section « Notes et références ».
Pour les articles homonymes, voir filtre.
Un filtre de confidentialité pour écran d'ordinateur est une protection qui se place devant un écran informatique et qui restreint la vision des données affichées de part et d’autre de l’axe de vision.

## Principe
Le filtre est composé dans son épaisseur de centaines de micro-volets ou micro-persiennes disposés verticalement et perpendiculaires à l’écran. Ces micro-volets en résine sont emprisonnés entre deux feuilles de polycarbonate. L’écartement et la hauteur de ces volets déterminent l’angle de vision disponible, en général de 30° de chaque côté pour un ordinateur. Au-delà de cet angle, la lumière est bloquée par les micro-volets et l’écran apparaît noir. L’épaisseur du volet ainsi que la qualité du polycarbonate déterminent la transmission lumineuse du filtre. Les micro-volets sont placés légèrement en biais par rapport à la verticale pour ne pas provoquer d’interférence visuelle avec la matrice de l’écran LCD.

## Historique
Les premiers filtres sont commercialisés au début des années 90 par la firme américaine 3M, inventeur du principe. Ils se combinaient avec des filtres anti-rayonnements utilisés sur les écrans CRT (tube cathodique). Depuis plusieurs années, ils se présentent sous une forme souple à la dimension exacte de l’écran de l’ordinateur portable ou de l’écran fixe.

## Utilisation
Le filtre de confidentialité s’utilise pour protéger son écran des regards indiscrets et lutter contre la tentation naturelle de regarder un écran allumé. Il permet à l'utilisateur nomade de pouvoir utiliser son équipement dans des lieux publics tels que le train, l’avion, les lieux de passage sans qu’un voisin ne puisse voir ce qui apparaît sur l’écran. Il s’utilise en open space quand l’employé travaille à la vue de tous sur des données confidentielles.  
Le filtre est également apprécié lors de présentations au vidéoprojecteur réalisées dans le noir. Il évite à l'auditeur de se focaliser directement sur l'écran du présentateur plutôt que sur la projection. 
Le filtre est maintenu sur l’écran par des glissières adhésives placées sur les bords ou directement appliqué sur l’écran à l’aide d’un adhésif repositionnable. Il est conçu pour être placé et enlevé à volonté afin de partager son écran. 
Ces filtres sont aussi disponibles pour les nouveaux outils nomades tels que les smartphones ou les tablettes.
Ils sont également utilisés en construction automobile ou aéronautique afin d'améliorer le confort de la conduite en supprimant les réflexions parasites des écrans lumineux (GPS et autres) sur le pare-brise.